# Chacé
Chacé est une ancienne commune française située dans le département de Maine-et-Loire, en région Pays de la Loire, devenue le 1er janvier 2019 une commune déléguée de la commune nouvelle de Bellevigne-les-Châteaux. La mairie de cette commune nouvelle est celle de Chacé.
Situé sur les bords du Thouet, Chacé est une commune viticole du Saumurois, au cœur de l'appellation Saumur-Champigny. Le centre-bourg historique est construit en tuffeau, pierre calcaire locale. Son nom est d'origine gallo-romaine mais on retrouve des traces de son occupation dès le Néolithique.
La population connaît une croissance dynamique et le village s'étend, à cause de sa situation en périphérie de Saumur. Chacé accueille diverses industries.

## Géographie

### Localisation
Commune déléguée angevine du Saumurois, Chacé se situe à environ 5 km au sud de la ville de Saumur, sur la route D 205. Le territoire de la commune déléguée, d'une superficie de 6,42 km2, longe la rive droite du Thouet selon un axe Nord-Sud jusqu'à inclure une partie du hameau de Saumoussay (dont la plus grande partie appartient à la commune déléguée de Saint-Cyr-en-Bourg).
L'essentiel de la population habite dans le bourg de Chacé. Au nord et à l'est, le bourg de Chacé jouxte celui de la commune de Varrains.

### Relief
L'altitude de la commune varie entre 25 m à son minimum, sur la rive du Thouet et 73 m à son maximum, sur la butte de Saumoussay. L'essentiel du bourg se situe sur un plateau, entre 35 m et 49 m. En descendant de l'église au Thouet, le dénivelé atteint environ 25 m. Sur les collines viticoles en pente douce, à l'ouest en direction de Champigny et sur la butte de Saumoussay au sud, l'altitude varie entre une cinquantaine de mètres et 73 m.

### Géologie
Le Saumurois est une région de contact entre un massif ancien, le Massif armoricain et une plaine sédimentaire plus récente, la moyenne vallée de la Loire. A Chacé, les abords immédiats du Thouet datent du Pléistocène, mais représentent une surface très réduite. L'essentiel du territoire est composé de sols du Crétacé, du Crétacé inférieur pour la plaine et du Crétacé supérieur pour les collines.
Plus précisément, il s'agit principalement d'un sous-sol crayeux du Turonien, connu sous le nom de tuffeau, c'est-à-dire la pierre qui a été longtemps exploitée pour la construction. Il reste de cette activité de nombreuses caves, utilisées pour la vinification ou, surtout dans la seconde moitié du XXe siècle, pour la culture des champignons.

### Hydrographie

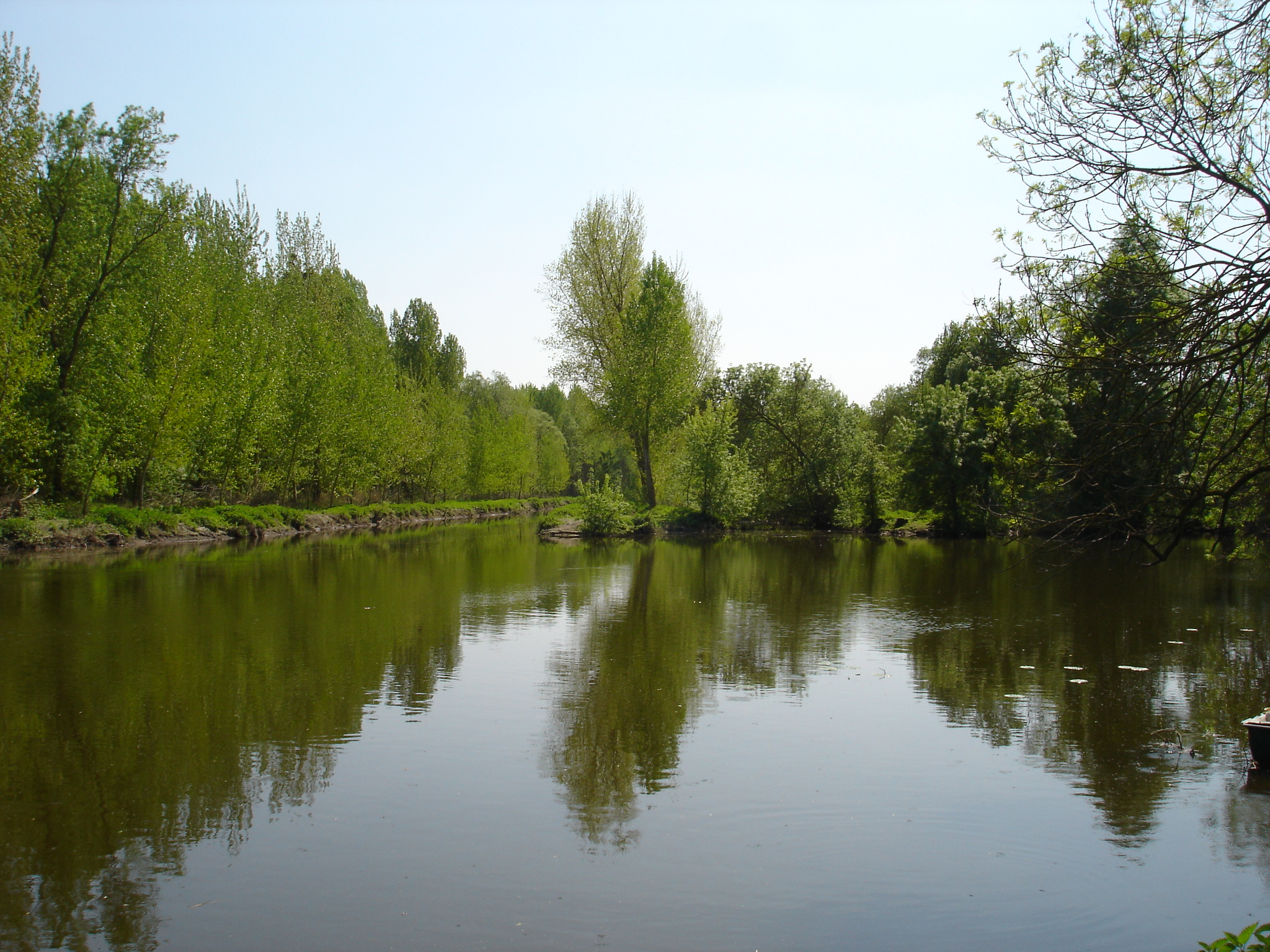
Le confluent du Thouet et la Dive

La commune déléguée borde le Thouet, affluent de la Loire, et s'étend tout au long de sa rive droite, jusqu'à son confluent avec la Dive.
Pendant longtemps, on traversait le Thouet à gué. La construction d'un pont à Chacé a été autorisée par une ordonnance royale en 1829, prévoyant une concession de 45 ans et un péage. Le pont sur le Thouet a été construit en pierre en 1833, détruit par l'armée allemande en retraite en 1944 et reconstruit en 1947.
Dans les années 1920, le Thouet était encore officiellement considéré comme navigable du confluent avec la Dive jusqu'à son embouchure dans la Loire, ce qui paraît étonnant compte-tenu des variations de débit et de niveau.
En effet, le pont de Chacé est une station de vigilance des crues. Le débit du Thouet à Chacé est très variable, d'un minimum légèrement supérieur à 2 m3 par seconde en août et en septembre à 40-50 m3 par seconde en janvier-février. Le débit maximal, soit 328 m3 par seconde, a été relevé le 14 février 2014. Le Thouet a alors atteint la hauteur de 4,35 m. Le lit majeur, essentiellement situé sur les communes de Distré et d'Artannes-sur-Thouet (prairie de Munet) est inondé presque chaque hiver et la route reliant ces communes à Chacé est alors coupée,.

### Paysages
Les zones humides aux abords du Thouet sont des prairies ou des peupleraies. Le reste du territoire communal est soit urbanisé soit cultivé. La culture principale est la vigne, favorisée par les sols crayeux. Le vignoble structure donc le paysage agricole.

## Urbanisme

### Typologie
La commune déléguée de Chacé est une commune rurale, car elle fait partie des communes peu ou très peu denses, au sens de l'INSEE.
Plus largement, Chacé fait partie de l'aire d'attraction de Saumur. Depuis la création de la commune nouvelle de Bellevigne-les-Châteaux, dont Chacé est le chef-lieu, cette aire regroupe 31 communes et 71 000 habitants environ.

### Morphologie urbaine

#### Habitat ancien
L'habitat ancien est regroupé autour des deux rues principales du bourg. Les murs des maisons sont construits en tuffeau, (extrait des caves) et les toits en ardoise, comme dans les villages environnants. Elle ne comportent le plus souvent qu'un rez-de-chaussée surmonté de combles. Beaucoup sont précédées d'une cour et munies d'un jardin. Les propriétés sont souvent ceintes de murs en tuffeau.
Chacé possède un réseau de caves souterraines. Ces galeries proviennent de l'extraction, à partir du XVe siècle (activité maintenant abandonnée) de la pierre locale appelée tuffeau. L'extraction du matériau se faisait manuellement, les volumes extraits étant ensuite acheminés sur les gabares vers d'autres régions ou ont servi à construire les édifices les plus anciens de la commune. Ces caves servent pour la vinification. La densité de ce réseau de caves souterraines est telle que, dans la partie la plus ancienne du bourg, elles sont séparées par des murs, sous les murs séparant les propriétés.

#### Habitat récent
Depuis les années 1960, le bourg s'est étendu par la construction de plusieurs lotissements, composés de pavillons aux toits d'ardoise, avec jardins.
À partir de 1978, des pavillons de logements sociaux ont été construits, gérés par l'Office d'HLM de Saumur, Saumur Habitat.

### Voies de communication et transports
Le territoire de Chacé est desservi par la route départementale 93, qui relie Saumur à La Motte-Bourbon, sur la route de Loudun. Cet axe constitue l'épine dorsale de la commune nouvelle de Bellevigne-les-Châteaux et la voie d'accès privilégiée à la zone industrielle.
Le territoire de Chacé est également traversé par la ligne de chemin de fer électrifiée à voie unique Saumur-Thouars (tronçon de la ligne de Chartres à Bordeaux). Cette ligne de chemin de fer coupe le réseau viaire par deux passages à niveaux. Les trains ne s'arrêtent plus à l'ancienne gare de Chacé-Varrains.
Le GR 36 passe à Chacé, longeant la rive droite du Thouet.

### Risques naturels et technologiques

#### Inondation
Le risque lié à l'aléa inondation est réduit. En effet, même si la crue du Thouet est un phénomène naturel récurrent, son lit majeur comporte, à Chacé, très peu de constructions.

#### Affaissement et effondrement
À cause du dense réseau de caves souterraines dans le centre-bourg, l'aléa affaissement et effondrement fait l'objet d'une surveillance. Globalement, les affaissements sont aléatoires et rares à Chacé. L'aléa cavité est pris en compte dans le PLU et chaque permis de construire est précédé d'une étude des sols, même si la commune n'est pas soumise à un plan des risques de cavités souterraines. Les autres risques naturels ou technologiques sont considérés comme faibles ou moyens.

## Toponymie et héraldique

### Toponymie

#### Chacé
Le nom de Chacé vient du latin. Le nom Chaceium est attesté dès 1050. Son origine est probablement bien plus ancienne, de l'époque gallo-romaine. L'origine du nom Chaceium est peut-être à chercher dans le nom Catiacus, attesté en 797 dans un diplôme de Charlemagne. Catiacus dérive de Catius, nom courant dans le monde romain et plusieurs personnages romains connus ont porté ce nom. Mais l'identification de Catiacus à Chaceium a été contestée.
Les habitants de Chacé sont appelés les Chacéens.

#### Saumoussay
Saumoussay, hameau partiellement sur la commune de Chacé, est d'abord attesté sous la forme Salmonciacus, vers 1048-1060.

#### Micro-toponymie
Non loin du Thouet, certains noms de lieux-dits de la commune de Chacé indiquent qu'il s'agit de zones humides : les Vernes et les Zionnes, qui désignent tous deux des aulnes, arbres qui poussent sur des sols humides ; les Eaux-Bues.
D'autres noms sont trompeurs : les Poyeux, sans doute une variante de pouilleux, pauvre et sale, sont en fait une partie d'une butte qui produit d'excellents Saumur-Champigny. À l'inverse, les noms du Prieuré et du Clos-Prieur indiquent clairement qu'il s'agit d'anciennes propriétés ecclésiastiques.

### Odonymie
Les odonymes, les noms des rues et voies, de Chacé peuvent être classés selon quelques critères simples.
- Comme ailleurs, les noms de rues les plus anciens sont en fait des toponymes indiquant des directions (rue du Thouet, rue de Champigny, route de Saumoussay, chemin du Prieuré, etc.) ou des microtoponymes du parcellaire cadastral : rue du Bois-Mozé, rue des Vernes, rue des Fontaines, etc.
- D'autres odonymes sont également des toponymes, mais désignant des bâtiments particuliers : rue de l’Église, rue de la Poste, rue des Écoles.
- D'autres se réfèrent à la végétation : chemin des Zionnes (aulnes), allée des Érables, résidence des Jardins, etc.
- Relativement récemment, des odonymes ont été formés à partir d'anthroponymes, ce sont des hommes (pas de femmes dans les noms de rues de Chacé) liés à l'histoire de la commune : les anciens seigneurs (boulevard de Caux) et grands propriétaires contre-révolutionnaires (rue d'Espinats) et surtout les trois maires successifs de Chacé au XXe siècle: rue Émile-Landais (une des deux rues principales), rue Yves-Chapin (tracée dans son ancienne entreprise de vins) et rue Louis-Robineau. Une des rues de la zone industrielle porte le nom du Dr Weisz, déporté à Auschwitz.
- Certaines rues des lotissements rappellent la viticulture : rue Saint-Vincent, rue des Pampres, rue des Ceps, rue des Vignes, rue des Sarments.

### Héraldique
Ce blason a été élaboré à la demande de la municipalité à la fin du XXe siècle. Il cherche à figurer les activités modernes et passées caractéristiques de la commune.
| Blason de Chacé | Blason  | D'azur à deux lions affrontés d'or soutenant un écu d'argent chargé d'une roue crénelée de sinople, accolé au trait du chef et accompagné en pointe d'un croissant d'argent ; à la terrasse voûtée d'argent, maçonnée de sable et chargée d'un champignon d'argent ; au chef cousu de gueules chargé d'une grappe de raisin pamprée d'or. |
| Blason de Chacé | Détails | Le statut officiel du blason reste à déterminer. |

Le blason de la famille de Caulx, les seigneurs de Chacé sous l'Ancien Régime, était le suivant : D'azur à trois lions d'or posés deux et un.
Par ailleurs, le prieuré de Chacé portait sous l'Ancien Régime le blason suivant : D'azur, à une croisette de sable posée en chef, entourée d'un nuage d'azur, et trois lions couchés, de gueules, deux en fasce et un en pointe, les deux en fasce adossés, les têtes contournées, regardant la croisette.

## Histoire

### Préhistoire
Le territoire actuel de Chacé a été habité depuis le Néolithique au moins. En témoignent plusieurs sites remarquables.

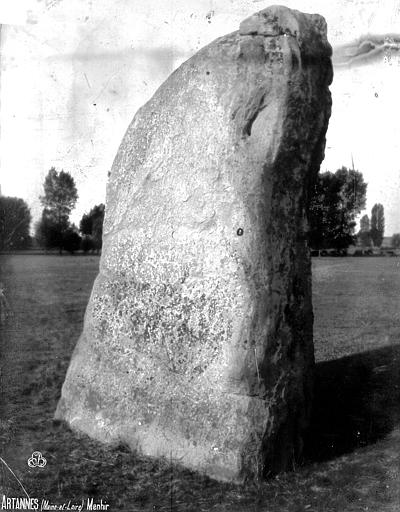
Menhir dit La Pierre-Fiche de Chacé, en fait sur la commune dArtannes-sur-Thouet

En 1965, au lieu-dit La Grézille, au nord de Saumoussay, a été mis au jour un ossuaire néolithique, qui était protégé à la façon d'un dolmen enterré. On y a retrouvé des restes humains, des pointes de silex, une meule en pierre, des céramiques, des parures en os et en coquilles. Cette importante découverte, due au préhistorien angevin Michel Gruet, a été reprise dans de nombreuses études ultérieures.
Comme ailleurs en Anjou, deux mégalithes sont connus à Chacé. Le menhir appelé La Pierre Fiche de Chacé, qui mesure 4,5 m de haut, est en fait sur la commune d'Artannes-sur-Thouet, sur la prairie de la rive gauche du Thouet. Il est actuellement situé au milieu d'une peupleraie. Il y avait aussi à Chacé le dolmen détruit de La Pierre Couverte, mentionné au XIXe siècle.
Récemment, un site datant du début de La Tène a été fouillé aux Rogelins à Chacé. Les archéologues ont mis au jour les preuves d'une agriculture de subsistance : des silos de stockage enterrés, des restes d'animaux, des céramiques… Il s'agit d'un lieu de stockage de réserves, mais l'habitat correspondant n'a pas été retrouvé. Les archéologues ont prouvé qu'on cultivait du millet à Chacé.

### Antiquité
Bien qu'attesté seulement à partir du XIe siècle, le nom même de Chacé montre son origine gallo-romaine. Chacé se trouvait sur le tracé d'une importante voie romaine, qui franchissait le Thouet au gué de Chacé. Partant de Gennes, elle se prolongeait peut-être jusqu'à Poitiers.
D'autre part, le territoire actuel de Chacé était semble-t-il à la limite de la cité du peuple gaulois des Andécaves. En effet, on peut penser que la limite Sud du territoire de ce peuple gaulois passait à Saumoussay, à la future frontière du diocèse de Poitiers.

### Moyen Âge
La paroisse de Chacé, sous le vocable de Sainte-Radegonde, est très ancienne. La cure était un prieuré de l'abbaye de Mauléon.
Une charte de 1268, par laquelle un Chacéen vend à un Saumurois une rente assignée sur un quartier de vigne à Chacé, prouve que la vigne était déjà cultivée à Chacé au XIIIe siècle, et sans doute bien avant.
La seigneurie de Chacé relevait de la seigneurie de Montreuil-Bellay. Au XVe siècle, les seigneurs de Chacé étaient la famille de La Haye.

### Ancien Régime
Les registres paroissiaux contiennent des actes rédigés à partir de 1608. La population était de quelques centaines d'habitants. Comme ailleurs, elle fut régulièrement frappée par les crises démographiques, dont l'épidémie de peste de 1631.
Quand, en 1621, le roi Louis XIII enleva à Duplessis-Mornay son gouvernement de Saumur (qui cessa par conséquent d'être une place-forte protestante), la garnison protestante chassée de Saumur et remplacée par des troupes catholiques se réfugia tout d'abord à Chacé.
La viticulture est depuis longtemps l'activité agricole dominante à Chacé. Selon une note manuscrite de 1722, les deux tiers des terres agricoles de Chacé étaient plantées en vignes et les vins produits étaient transportés en descendant la Loire jusqu'à la mer, avant d'être exportés.
Depuis des travaux effectués au XVe siècle par les seigneurs de Montreuil-Bellay, Chacé était sur la partie navigable du Thouet, qui s'étendait de Saumur à Montreuil-Bellay. Mais au XVIIIe siècle, faute d'entretien, la navigation était souvent difficile
Au XVIIIe siècle, comme dans d'autres villages du Saumurois, les Chacéens payaient une dîme (sous la forme d'un prélèvement sur les récoltes) d'un onzième, montant assez élevé. Contrairement à ce qu'on pourrait penser, ces dîmes n'allaient pas forcément à l'Eglise : à Chacé les dîmes étaient propriétés du seigneur de la paroisse, René-Henri de Caulx. Elles lui assuraient un produit annuel de plus de 8 000 livres .

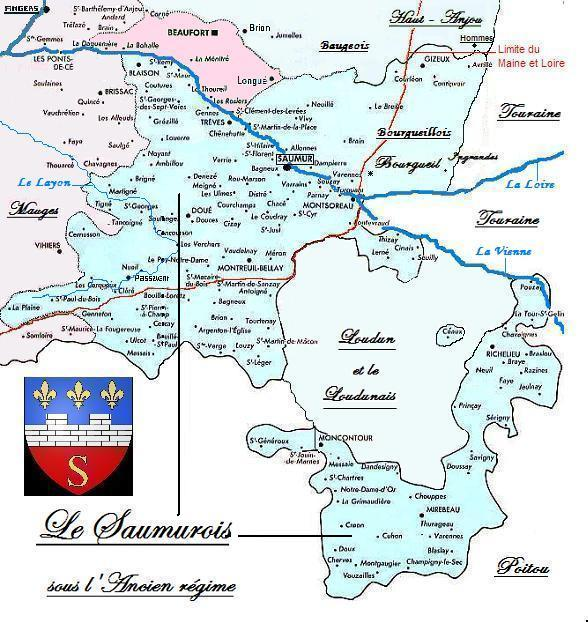
Carte de la sénéchaussée de Saumur

En effet, après avoir appartenu à plusieurs familles, la seigneurie de Chacé passa au XVIIe siècle à la famille de Caulx ou de Caux, qui la détint jusqu'à la Révolution. Cette famille a prouvé sa noblesse en 1666. L'actuelle mairie était leur château. Le dernier seigneur, René-Henri de Caulx, né en 1715, capitaine de cavalerie, fut le premier maire en 1790.
Jusqu'en 1789, Chacé faisait partie des circonscriptions dépendant de Saumur à tous les titres :
- administration religieuse : archiprêtré de Saumur,
- administration militaire : gouvernement de Saumur,
- administration judiciaire  sénéchaussée de Saumur,
- administration financière et fiscale : élection de Saumur[41],
- paiement de la gabelle : grenier à sel de Saumur[42].

### Révolution
En 1789, le seigneur de Chacé, Réné-Henri de Caulx, a été élu député suppléant aux Etats généraux, représentant la noblesse de la sénéchaussée de Saumur. Il n'a jamais siégé aux États généraux ou à l'Assemblée Constituante. Maire de Chacé en 1790, l'Assemblée constituante lui accorda un secours en argent en 1791, au titre de sa carrière militaire.
En 1790-1791, Chacé fut brièvement le chef-lieu d'un canton comprenant les communes de Souzay-Champigny, Saint-Just-sur-Dive, Saint-Hippolyte-sur-Dive, Saint-Cyr-en-Bourg, Varrains et Dampierre. Ce canton fut vite démembré et Chacé et Varrains intégrèrent le canton de Saumur (1791-1795), puis celui de Saumur extra-muros (1795-1801) puis celui de Saumur-Sud (à partir de 1801).
À Chacé, comme les autres communes du Saumurois, la Révolution suscita un certain enthousiasme. La commune fournit des volontaires nationaux, moins d'une dizaine, toutefois, qui s'engagèrent en 1791-1792.
Les guerres de Vendée et la Terreur touchèrent aussi les Chacéens. Le 9 juin 1793, pendant la bataille de Saumur : l'armée catholique et royale des Vendéens passa le Thouet au gué de Chacé avant d'attaquer et de prendre la ville de Saumur, malgré l'alerte donnée par un Chacéen nommé Charbonneau. La famille Sailland d'Espinats, grands propriétaires saumurois notamment possessionnés à Chacé, soutint alors les Vendéens. Quand ces derniers quittèrent Saumur fin juin 1793, cette famille, désormais compromise, s'enfuit. Finalement, Étienne-Mathurin Sailland d'Espinats fut guillotiné à Angers en mars 1794. Pendant la Terreur, un Chacéen nommé Étienne Calouart a été détenu quatre mois puis acquitté par le Tribunal révolutionnaire et a reçu un dédommagement de ce fait de la part de la Convention, le 6 brumaire an III (6 novembre 1794).

### Époque contemporaine
Au début du XIXe siècle, les maisons du bourg s'étendaient essentiellement autour d'une seule rue, l'actuelle rue de l’Église, comme on le voit nettement sur le plan cadastral napoléonien.
La ligne de chemin de fer Saumur-Thouars (tronçon de la ligne de Chartres à Bordeaux) traversant Chacé, a été construite à partir de 1872 et inaugurée en 1874. La gare de Chacé-Varrains a ensuite été érigée.
En 1890, pour lutter contre les ravages catastrophiques du phylloxéra dans les vignes françaises, le département de Maine-et-Loire créa une pépinière d'essais de greffage de 157 ares à Chacé. Le service phylloxérique y fit des essais de plants américains et d'hybrides. Au début du XXe siècle, à Chacé, on cultivait aussi de l'orge exportée pour l'industrie brassicole, surtout anglaise.
En 1879, Émile Landais (né en 1860 à Angers) a pris la tête de la maison de vins mousseux fondée par son père Isidore Landais à Chacé. Il assurait le transport de sa production grâce au chemin de fer, la gare étant à quelques dizaines de mètres de ses ateliers. En 1923, il s'associa avec Maurice Chapin, de Varrains. Émile Landais fit une carrière politique locale, étant maire de Chacé pendant presque 35 ans, conseiller d'arrondissement et conseiller général de 1925 à 1929. Figure locale du parti radical avec le maire de Saumur Robert Amy, il mourut en 1932, après avoir été nommé chevalier de la Légion d'honneur en 1931. Sa fille Renée fut l'épouse de Camille Chautemps, radical, maire de Tours, député, sénateur, ministre, président du Conseil dans les années 1930,, Le successeur d'Émile Landais à la tête de son entreprise, Yves Chapin (fils de Maurice), fut également maire de Chacé, des années 30 au début des années 1970.
Dès le début du XXe siècle, le sport s'est développé à Chacé. Ainsi, en 1911, un journal régional charentais signale les victoires sportives de l'Union athlétique Chacé-Varrains, En décembre 1934, l'Amicale sportive de Chacé-Varrains, dont le siège est à Chacé, s'affilie à la fédération française de basket-ball.
Pendant la Première Guerre mondiale, au moins 27 habitants de Chacé perdirent la vie.
Lors de la Seconde Guerre mondiale, six habitants ont été tués, dont le médecin installé à Chacé, le docteur Weisz, son épouse et leur enfant, Gérard, né en 1938. Rachel et Stéfan Weisz, âgés de 25 et de 32 ans, ont été déportés à Auschwitz dans le convoi no 8 en juillet 1942. Gérard, 6 ans, est déporté et gazé à son arrivée à Auschwitz via le convoi no 69,. Son père, Stéfan Weisz, a été d'interdit d'exercer la médecine par un arrêté du 29 avril 1943. Une rue lui est consacrée à Chacé.
Dès les années 1960, l'industrie du champignon de Paris (production dans les caves souterraines et conditionnement en conserves dans des usines) était implantée à Chacé. Le Saumurois produisait alors 9 000 tonnes par an de champignons, le quart de la production française. L'essentiel était mis en conserve sur place, notamment dans l'usine de Chacé. Après un essor important, cette industrie a décliné dans les années 1970 et 1980. Une zone industrielle a été créée dans les années 1980, pour accueillir des industries diverses.
Le bourg s'est étendu à partir des années 1960 par la création de plusieurs lotissements.
Le 1er janvier 2019, Chacé fusionne avec Brézé et Saint-Cyr-en-Bourg pour constituer la commune nouvelle de Bellevigne-les-Châteaux, dont elle devient le chef-lieu.

## Politique et administration

### Administration municipale

#### Administration actuelle
Depuis le 1er janvier 2019, Chacé constitue une commune déléguée au sein de la commune nouvelle de Bellevigne-les-Châteaux et dispose d'un maire délégué.
| Période      | Période  | Identité         | Étiquette      | Qualité                                             |
| ------------ | -------- | ---------------- | -------------- | --------------------------------------------------- |
| janvier 2019 | mai 2020 | Armel Froger     | sans étiquette | Cadre technique de laboratoire d'analyses médicales |
| mai 2020     | en cours | Christian Cabret |                |                                                     |

#### Administration ancienne
| Période                                  | Période       | Identité                 | Étiquette      | Qualité                                                                                              |
| ---------------------------------------- | ------------- | ------------------------ | -------------- | --- |
| Les données manquantes sont à compléter. |               |                          |                | |
| 1790                                     | 1800          | René-Henri de Caulx      |                | ancien seigneur                                                                                      |
| 1800                                     | 1808          | Cyr Chasles              |                | |
| 1808                                     | 1816          | René-Henri de Caulx      |                | |
| 1808                                     | 1816          | Etienne-Pierre Bassereau |                | |
| 1816                                     | 1826          | Cyr Chasles              |                | |
| 1826                                     | 1830          | François Eveillard       |                | |
| 1830                                     | 1835          | Hureau-Desvarannes       |                | |
| 1835                                     | 1837          | Jean Baudrillet          |                | |
| 1837                                     | 1843          | Louis Chasles            |                | |
| 1843                                     | 1867          | Louis-Alexandre Souzay   |                | |
| 1867                                     | 1884          | Chasles-Guibert          |                | |
| 1884                                     | 1892          | Jean Chasles             |                | |
| 1892                                     | 1896          | Duveau-Chasles           |                | |
| 1896                                     | 1900          | François Duveau          |                | |
| 1900                                     | 1932          | Emile Landais            | radical        | Industriel en vins mousseux, conseiller général du canton de Saumur-Sud (1925-1929)                  |
| 1935                                     | 1971          | Yves Chapin              |                | Industriel en vins mousseux                                                                          |
| 1971                                     | 2006          | Louis Robineau           | UDF            | Viticulteur conseiller général du canton de Saumur-Sud (1988-2004) vice-président du conseil général |
| 2006                                     | décembre 2018 | Armel Froger             | sans étiquette | Cadre technique de laboratoire d'analyses médicales                                                  |

### Intercommunalité
La commune de Chacé était membre de la communauté d'agglomération de Saumur Loire Développement, elle-même membre du syndicat mixte Pays Saumurois.
La communauté d'agglomération Saumur Val de Loire a été créée le 1er janvier 2017. Chacé en fait partie, d'abord en tant que commune puis, depuis le 1er janvier 2019, en tant que commune déléguée de la commune nouvelle de Bellevigne-les-Châteaux.

## Équipements et services publics

### Eaux, assainissement et déchets
L'approvisionnement en eau potable et l'assainissement sont assurés par Eaux Saumur-Val-de-Loire, organisme de la Communauté d'agglomération Saumur Val de Loire.
La station d'épuration de Chacé reçoit les effluents collectés sur les territoires de Chacé, Varrains et Saint-Cyr-en-Bourg. Elle est située au sud-est du bourg, au lieu dit L'Humelay. D'une capacité de 1200 m3/jour, elle rejette les effluents traités par diverses méthodes dans le Thouet.
Une unité de méthanisation a été ouverte le 1er septembre 2020. Cette usine produit du biogaz à partir de déchets verts collectés auprès d'agriculteurs et d'autres entreprises.
La Communauté d'agglomération assure aussi la gestion des déchets ménagers, à travers son service Kyrielle. À Chacé, la collecte a lieu un jour par semaine, le jeudi

### Culture
La bibliothèque municipale de Chacé est installée au rez-de-chaussée de la mairie. Deux salles contigües de 40 m2 accueillent le public. Elle fait partie du réseau des bibliothèques de la communauté d'agglomération Saumur Val de Loire.

### Enseignement
Chacé possède une école primaire (regroupant les niveaux de la maternelle et de l'élémentaire) qui porte le nom de l'ancien maire Louis Robineau. À la rentrée 2020, cette école primaire a cinq classes, deux en maternelle et trois en élémentaire et accueille environ 120 élèves.
Avant la construction de l'école actuelle, dans les années 1960, l'enseignement avait lieu dans les locaux de la mairie.

### Poste et télécommunications
Chacé disposait d'un bureau de poste, au carrefour de la rue du même nom et de la rue Émile-Landais. Comme dans beaucoup de communes rurales, ce bureau a été fermé et la mairie accueille un service postal.

### Santé
Au centre du bourg est installée une maison médicale, qui accueille trois médecins.

### Transports publics

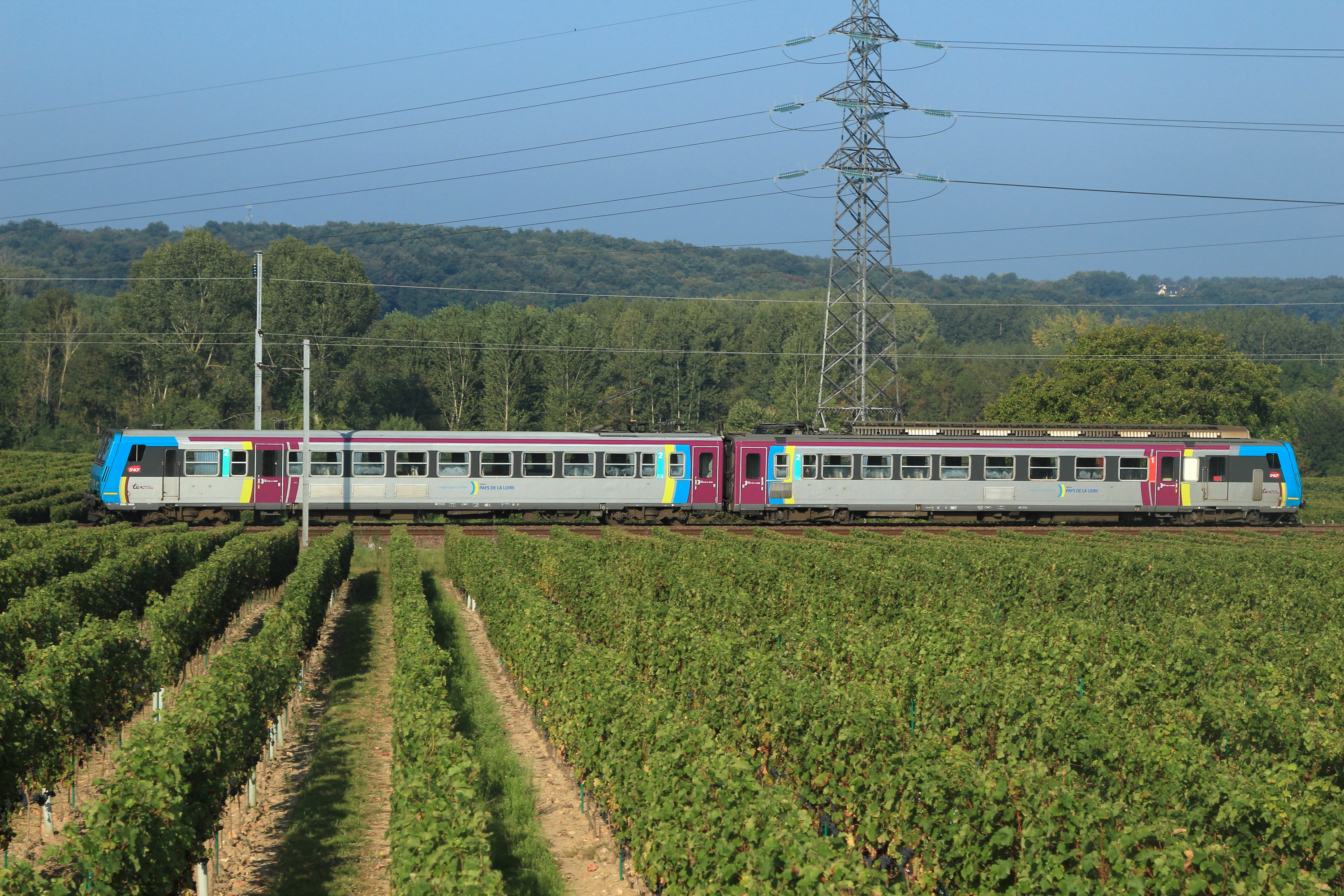
Un train de voyageur de la ligne Saumur-Thouars à Chacé

Les trains de voyageurs ne s'arrêtent plus à la gare de Chacé-Varrains. Cette ancienne gare se situe sur la ligne électrifiée à voie unique Saumur-Thouars, qui se prolonge par une ligne non électrifiée à voie unique vers Les Sables-d'Olonne en passant par Bressuire et La Roche-sur-Yon. En janvier 2020, les trois régions concernées ont annoncé vouloir régénérer cette ligne.
Chacé est desservi par le réseau de bus Saumur Agglo Bus. Plus précisément, Chacé est sur la ligne 2, qui relie Epieds à Saumur. Six arrêts de cette ligne sont sur le territoire de Chacé. Seuls quelques bus par jour circulent, matin et soir.

## Population et société

### Démographie

#### Évolution démographique
L'évolution du nombre d'habitants est connue à travers les recensements de la population effectués dans la commune depuis 1793. Pour les communes de moins de 10 000 habitants, une enquête de recensement portant sur toute la population est réalisée tous les cinq ans, les populations de référence des années intermédiaires étant quant à elles estimées par interpolation ou extrapolation. Pour la commune, le premier recensement exhaustif entrant dans le cadre du nouveau dispositif a été réalisé en 2004.

En 2016, la commune comptait 1 416 habitants, en évolution de +11,85 % par rapport à 2010 (Maine-et-Loire : +2,12 %, France hors Mayotte : +2,11 %).
| 1793 | 1800 | 1806 | 1821 | 1831 | 1836 | 1841 | 1846 | 1851 |
| ---- | ---- | ---- | ---- | ---- | ---- | ---- | ---- | ---- |
| 591  | 499  | 598  | 504  | 573  | 605  | 580  | 585  | 618  |

| 1856 | 1861 | 1866 | 1872 | 1876 | 1881 | 1886 | 1891 | 1896 |
| ---- | ---- | ---- | ---- | ---- | ---- | ---- | ---- | ---- |
| 585  | 592  | 566  | 539  | 542  | 550  | 552  | 553  | 617  |

| 1901 | 1906 | 1911 | 1921 | 1926 | 1931 | 1936 | 1946 | 1954 |
| ---- | ---- | ---- | ---- | ---- | ---- | ---- | ---- | ---- |
| 607  | 614  | 672  | 603  | 577  | 575  | 561  | 544  | 666  |

| 1962 | 1968 | 1975 | 1982  | 1990  | 1999  | 2004  | 2006  | 2009  |
| ---- | ---- | ---- | ----- | ----- | ----- | ----- | ----- | ----- |
| 672  | 867  | 855  | 1 070 | 1 282 | 1 309 | 1 301 | 1 233 | 1 247 |

| 2014  | 2016  | - | - | - | - | - | - | - |
| ----- | ----- | - | - | - | - | - | - | - |
| 1 383 | 1 416 | - | - | - | - | - | - | - |

#### Pyramide des âges
La population de la commune est relativement jeune. Le taux de personnes d'un âge supérieur à 60 ans (20,9 %) est en effet inférieur au taux national (21,8 %) et au taux départemental (21,4 %).
À l'instar des répartitions nationale et départementale, la population féminine de la commune est supérieure à la population masculine. Le taux (51,6 %) est du même ordre de grandeur que le taux national (51,9 %).
La répartition de la population de la commune par tranches d'âge est, en 2008, la suivante :
- 48,4 % d’hommes (0 à 14 ans = 19,2 %, 15 à 29 ans = 16,4 %, 30 à 44 ans = 16,6 %, 45 à 59 ans = 28,7 %, plus de 60 ans = 19,1 %) ;
- 51,6 % de femmes (0 à 14 ans = 18,3 %, 15 à 29 ans = 16 %, 30 à 44 ans = 16,8 %, 45 à 59 ans = 26,2 %, plus de 60 ans = 22,7 %).

| Hommes | Classe d’âge | Femmes |
| ------ | ------------ | ------ |
| 0,0    | 90 ans ou +  | 0,0    |
| 5,5    | 75 à 89 ans  | 8,1    |
| 13,6   | 60 à 74 ans  | 14,6   |
| 28,7   | 45 à 59 ans  | 26,2   |
| 16,6   | 30 à 44 ans  | 16,8   |
| 16,4   | 15 à 29 ans  | 16,0   |
| 19,2   | 0 à 14 ans   | 18,3   |

| Hommes | Classe d’âge | Femmes |
| ------ | ------------ | ------ |
| 0,4    | 90 ans ou +  | 1,1    |
| 6,3    | 75 à 89 ans  | 9,5    |
| 12,1   | 60 à 74 ans  | 13,1   |
| 20,0   | 45 à 59 ans  | 19,4   |
| 20,3   | 30 à 44 ans  | 19,3   |
| 20,2   | 15 à 29 ans  | 18,9   |
| 20,7   | 0 à 14 ans   | 18,7   |

### Vie locale
Chacé accueille un terrain de Boule de fort, dans les locaux de la société d'hommes (forme de sociabilité particulière du Centre-Ouest) Les Amis, fondée en 1835 et attestée depuis 1843. Cette association reste importante dans la vie locale.
De 1975 environ à 1999, Chacé a eu un club de football, appelé l'Elan sportif de Chacé. Ses équipes jouaient au stade de La Pierre Couverte. En 1999, ce club a fusionné avec le club voisin de Saint-Cyr-en-Bourg. Le club issu de cette fusion a disparu en 2016.
A Chacé, il existe aussi un club de tennis de table (organisé à l'échelle de Chacé-Varrains), une troupe de théâtre amateur, un club de personnes âgées, etc.
Les catholiques de Chacé sont regroupés, avec dix autres villages, dans une paroisse unique, appelée Saint-Vincent-des-Côteaux.

## Économie
Sur 88 établissements présents sur la commune à fin 2010, 18 % relevaient du secteur de l'agriculture (pour une moyenne de 17 % sur le département), 14 % du secteur de l'industrie, 11 % du secteur de la construction, 40 % de celui du commerce et des services et 17 % du secteur de l'administration et de la santé.
En ce qui concerne l'agriculture, Chacé, dont le territoire est essentiellement planté en vignes, est une des communes de l'appellation Saumur-Champigny. Cette appellation fait partie du vignoble de la vallée de la Loire.
Pour une commune rurale, le secteur industriel est développé à Chacé. En effet, la commune a longtemps accueilli une maison de vins mousseux et a été un important lieu de production de champignons de Paris, cultivés dans les caves et conditionnés dans les usines. D'autre part, la zone industrielle de Chacé accueille un certain nombre d'entreprises de secteurs variés : la chimie, le para-médical, la métallurgie, l'électronique, l'agro-alimentaire, les vins.

## Culture locale et patrimoine

### Lieux et monuments

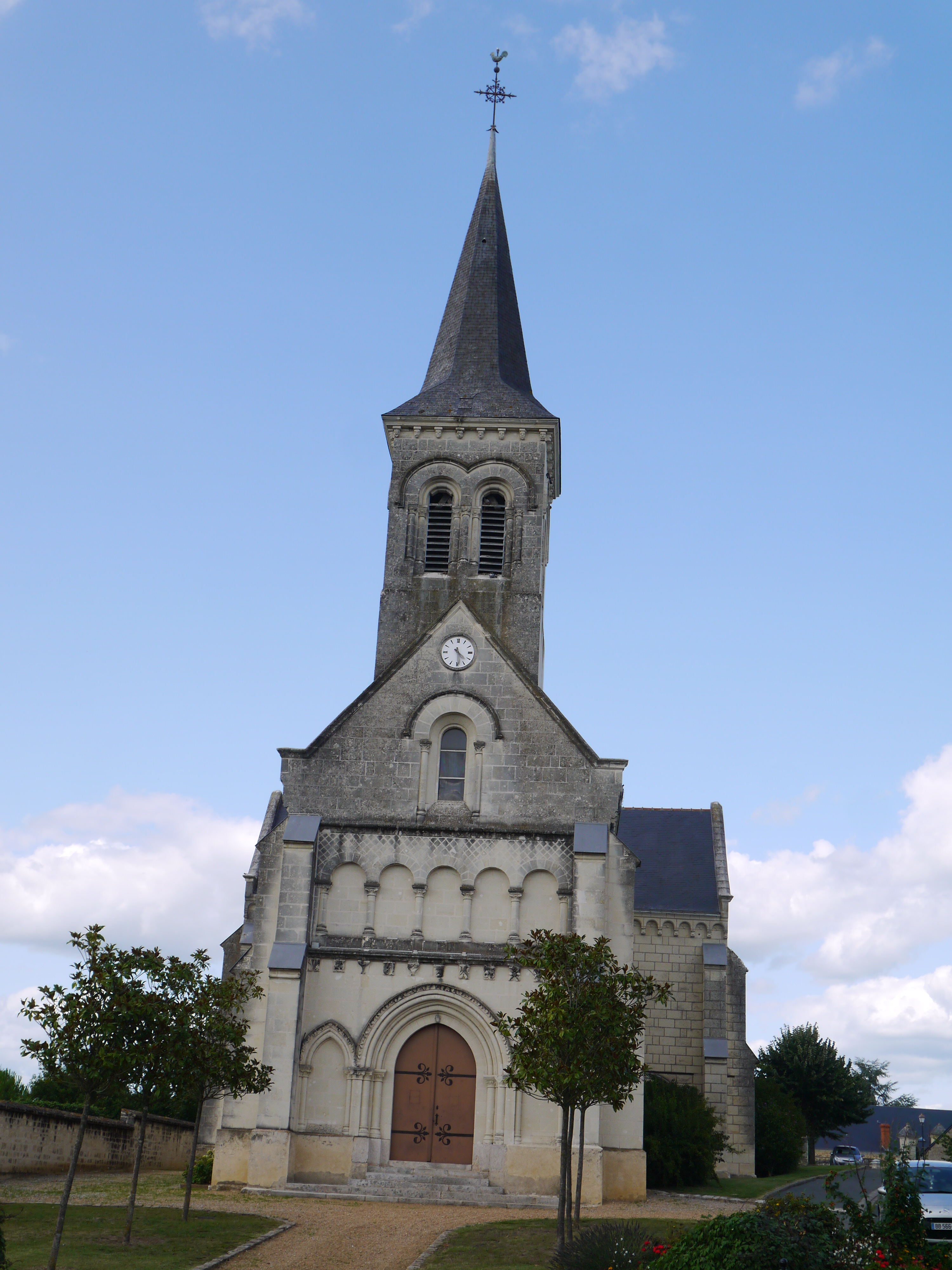
L'église Sainte-Radegonde.

- Château de Chacé. Il s'agit de l'ancien château seigneurial. C'est une belle demeure de la fin du XVIIe siècle ou du XVIIIe siècle, construite en tuffeau avec un toit d'ardoise. Il a été acheté par la commune en 1838, après la disparition de la famille de Caulx et est alors devenu la mairie[8]. Jusqu'à la construction de l'actuelle école Louis-Robineau dans les années 1960, il a également abrité l'école communale. Il a été classé monument historique en 1968[97].
- Église Sainte-Radegonde. Cette église a été construite de 1859 à 1862, sur une hauteur surplombant le Thouet, à l'extrémité du bourg. Elle a été financée par la commune (et pour environ un quart par l'Etat) et a été construite en style néo-gothique, conformément aux pratiques courantes au XIXe siècle, sans particularité remarquable. Elle a remplacé l'église ancienne du XIe siècle, de style roman, qui a été rasée en 1863 et qui était sur le bord du Thouet, non loin du cimetière[8].
- Château du Bois Saumoussay. Ce manoir, monument historique, est un logis-porche au centre d'une cour carrée délimitée par des courtines qui comportaient des tours d'angle. Le site a fait l'objet d'une fouille archéologique partielle en 2007[98].